# دي آر تي في
دي آر تي في (DR TV) هي خدمة بث حي تلفزيوني عبر الإنترنت في الدنمارك، من إنتاج شركة دي آر الإذاعية). تتوفر الخدمة على نطاق واسع من الأجهزة، بما في ذلك الهواتف المحمولة والأجهزة اللوحية وأجهزة الكمبيوتر الشخصية وأجهزة التلفزيون الذكية.
كانت الخدمة تُعرف باسم DR Nu، لكن تم إعادة إطلاقها في 2 يونيو 2014 باسم دي آر تي في.